# Moldova (Lüganuse)
Moldova − wieś w Estonii, w prowincji Virumaa Wschodnia, w gminie Lüganuse.